# Every Other Freckle
Every Other Freckle is een nummer van de Britse indierockband Alt-J uit 2014. Het is de tweede single van hun tweede studioalbum This Is All Yours.

## Achtergrondinformatie
"Every Other Freckle" werd al geschreven voordat Alt-J hun eerste album opnam. Het wellustige thema en de metaforen van het nummer doen denken aan "I Wanna Be Yours" van John Cooper Clarke, waaruit ook het nummer I Wanna Be Yours van Arctic Monkeys geïnspireerd is.
Het nummer werd een mager succesje in het Verenigd Koninkrijk, waar het de 58e positie behaalde. In Nederland was het nummer niet heel succesvol, met een 86e positie in de Single Top 100, terwijl het in Vlaanderen de 9e positie in de Tipparade bereikte.

## Tracklijst
- Muziekdownload

1. "Every Other Freckle" - 3:36